# Zoomstipspanner
De zoomstipspanner (Scopula umbelaria) is een vlinder uit de familie spanners (Geometridae). De wetenschappelijke naam is  gepubliceerd in 1813 door Hübner.
De zoomstipspanner is polyfaag en overwintert als rups. De vliegtijd is van eind mei tot in juli.
De soort komt voor in Europa in het gebied ingesloten door Estland, het zuidwesten van Frankrijk, het midden van Italië en Roemenië, en oostelijk daarvan tot Japan en Korea. In België is de soort zeer zeldzaam in het zuiden van het land. De laatste Nederlandse waarneming dateert van 1904.